# Albrecht von Boxberg
Albrecht von Boxberg (* 4. Mai 1913 in Dresden; † 12. September 1985 in Burgdorf) war ein deutscher Offizier. In der Wehrmacht war er 1945 Oberstleutnant. In der Bundeswehr ging der 1971 als Oberst in Pension.
Er wurde während des Zweiten Weltkriegs als Major und Kommandeur der II. Abteilung des Panzer-Regiments 3 am 7. Februar 1944 mit dem Ritterkreuz des Eisernen Kreuzes ausgezeichnet. Bereits am 15. Februar 1941 hatte er das Deutsche Kreuz in Gold erhalten. In der Bundesrepublik wurde er mit dem Bundesverdienstkreuz 1. Klasse ausgezeichnet.
Von 1972 bis 1974 war er Landesgeschäftsführer der Johanniter-Unfall-Hilfe Niedersachsen. Er war Rechtsritter des Johanniter-Ordens.